# Soy gitano - jeg er sigøjner
Soy gitano - jeg er sigøjner er en film instrueret af Hans-Henrik Jørgensen efter eget manuskript.

## Handling
Ukommenteret, lidenskabeligt portræt af sigøjnernes dagligdag.